# Escales
Escales település Franciaországban, Aude megyében. Lakosainak száma 497 fő (2022. január 1.). Escales Castelnau-d’Aude, Conilhac-Corbières, Lézignan-Corbières, Montbrun-des-Corbières és Tourouzelle községekkel határos.

## Népesség
A település népességének változása:
| Lakosok száma | 410  | 275  | 316  | 355  | 431  | 449  | 465  | 477  | 477  | 497  |
|               | 1968 | 1982 | 1990 | 2006 | 2013 | 2015 | 2017 | 2019 | 2020 | 2022 |